# 9 avril 1976
Le 9 avril 1976 est le 100e jour de l'année 1976 du calendrier grégorien. Il s'agit d'un vendredi.

## Événements

### Politique
- Charles W. Robinson (en) devient Secrétaire d'État adjoint des États-Unis.

### Culture
- Au Canada, création du Parc national Auyuittuq.
- Sortie aux États-Unis des films Complot de famille et Les Hommes du président.

## Naissances
- Serena M. Auñón, astronaute américaine
- Sturle Holseter, sauteur à ski norvégien
- Rhim Ju-yeon, dessinatrice sud-coréenne
- Jeff Kealty, joueur de hockey sur glace américain

## Décès
- Margaret Brundage, illustratrice américaine (75 ans)
- Wilfred M. Cline, directeur de la photographie américain (72 ans)
- Michel Jacquet, homme politique français (69 ans)
- Cheng-chao Liu, herpétologiste chinois (75 ans)
- Saneatsu Mushanokōji, écrivain japonais (90 ans)
- Phil Ochs, auteur-compositeur-interprète américain (35 ans)
- Akio Yashiro, compositeur japonais (46 ans)